# 모리 나가쓰구
모리 나가쓰구(일본어: 森長継, 1610년 ~ 1698년 8월 16일)는 에도 시대 전기부터 중기까지의 다이묘이다. 미마사카 쓰야마번 제2대 번주, 빗추 니시에바라번 초대 번주이다.
쓰야마번주 모리 다다마사의 중신 세키 나리쓰구의 장남으로 태어났다. 나가쓰구는 다다마사의 외손이기도 하다. 엔포 2년(1674년) 음력 4월 26일 5남 나가타케에게 가독을 물려주고 은거하였다. 나가타케도 가독을 물려받은지 10년도 안되어 양자 모리 나가나리에게 가독을 물려주고 은거한다. 나가나리는 가독을 물려받은지 10여년 만에 20대 후반의 젊은 나이로 후사없이 사망하자 나가쓰구의 12남 아쓰토시가 나가나리의 양자로서 가독을 물려받았다. 하지만 얼마 되지않아 개역당하고 말았다. 하지만 나가쓰구는 아직 은거중이었고 막부는 나가쓰구에게 새로이 빗추국의 니시에바라번 2만석의 다이묘로서의 지위를 회복시켜 준다. 이는 모리 씨가 이케다 씨, 호소카와씨, 마에다씨, 아사노씨와 친분이 있었던 경우도 작용한 것 같다.
다시 다이묘가 된지 1년만에 사망하여 후사는 8남 나가나오가 이었다.